# Constitución de Marruecos de 2011
La Constitución de Marruecos de 2011 es la norma fundamental para el reino de Marruecos propuesta por el rey, Mohamed VI en junio de 2011, para sustituir a la Constitución de 1996, y que fue sometido a referéndum el 1 de julio del mismo año, obteniendo un apoyo superior al 97% de los votantes y entrando en vigor el 16 de julio. La iniciativa de la nueva constitución surgió del rey marroquí en 2010 con lo que era una reforma del texto vigente, pero a raíz de las protestas que sacudieron al país desde febrero de 2011, el proyecto cambió para constituir un nuevo texto legal. Los aportes más significativos de la nueva norma básica fueron la reducción de los poderes del monarca, el reforzamiento de la posición del presidente del Gobierno como jefe del poder ejecutivo, un más amplio reconocimiento de los derechos fundamentales y libertades básicas, una cámara alta con vocación de cámara regional y posibilidad de elección libre de los consejos regionales y locales con cierto grado de autonomía

## Antecedentes
En marzo de 2011 el rey de Marruecos, Mohamed VI, anunció que se reformaría la constitución de 1996 "de forma global", poco después de iniciarse las protestas en el país ligadas a las protestas en todo el mundo árabe. En un discurso retransmitido por televisión señaló que se reforzaría el papel del parlamento y la autonomía de las regiones, el poder del jefe del gobierno, la ampliación de las libertades y se reconocería como lengua cooficial el idioma bereber, la lengua amazigh, sometiéndose la reforma a referéndum. En 2010, mucho antes de que se iniciaran las revueltas de febrero de 2011, el rey marroquí había encargado a Omar Azziman una reforma constitucional, solo para acoger la regionalización del país. Con las revueltas, se retiró el rey dos veces al castillo familiar en Betz (Francia), pero solo con un reducido número de consejeros. Allí mantuvo reuniones con distintas personalidades, entre otras el presidente francés, Sarkozy y se convenció de la necesidad de una reforma más profunda. A su regreso ordenó la preparación de un proyecto más amplio, dictó una amnistía que afectó a buen número de presos islamistas, entre ellos a Chakib al Khayari y recibió en su palacio durante varios días al rey de España, Juan Carlos I, en una visita privada.
El texto fue redactado por el Consejo Constitucional, dirigido por Abdelatif Menouni, y fue presentada a los partidos políticos el 7 de junio por un consejero real. La idea original del proyecto fue avanzada por el monarca a principios de junio sobre la base de un recorte de los poderes del rey como poder ejecutivo, si bien mantendría la dirección de las Fuerzas Armadas y las de Seguridad, un reforzamiento de la figura del primer ministro que pasaba a denominarse presidente del Gobierno, una modificación de la cámara alta que pasará a ser de representación territorial, el reconocimiento de las facultades de las dos cámaras que integran el poder legislativo para reformar la constitución siempre y cuando así lo acuerden el 60% de sus miembros, una reforma del poder judicial que permitiría un mayor grado de independencia, en especial del poder ejecutivo y la incorporación del berebér como lengua cooficial en el país.
A nivel de organización territorial, se crearían los Consejos Regionales elegidos por sufragio universal, a modo de cámara autonómica, donde el presidente del Consejo sustituiría a los gobernadores que hasta ese momento eran nombrados por el rey. En cuanto al reconocimiento y ejercicio de los derechos y libertades fundamentales, el monarca se mostró partidario de ampliarlos, reconocer a los partidos políticos como elementos fundamentales del sistema, restringir su libertad para nombrar presidente del Gobierno y hacer un reconocimiento explícito a la igualdad entre hombres y mujeres.

## Referéndum
Aunque al inicio de la campaña del referéndum hubo posiciones críticas de algunas destacadas formaciones políticas, singularmente el Partido de la Justicia y del Desarrollo (PJD) y Justicia y Caridad (JyC), críticos con la posibilidad de que se reconociese la libertad de culto, a partir de los primeros días de la campaña, ambos partidos, como los más tradicionales, Istiqlal, los socialistas de la Unión Socialista de Fuerzas Populares y el Partido Autenticidad y Modernidad, próximo al monarca, apoyaron el voto afirmativo. Por su parte, los líderes del Movimiento 20 de febrero, el izquierdista Vía Democrática, la organización Asociación Marroquí de Derechos Humanos (AMDH) y el sindicato CDT, solicitaron el boicot al proceso pidiendo que los ciudadanos no acudieran a votar. Desde el 19 hasta el 26 de junio se sucedieron durante la campaña manifestaciones a favor del texto constitucional y partidarios del boicot. Estos últimos concentraron su mayor número de manifestantes en Casablanca (10 000 manigestantes), en Tánger (8.000) y, en general, en la zona norte del país. Por su parte, los partidarios se movilizaron en la última fase de la campaña, en especial los últimos seis días, llegando a concentrar 600.000 personas, según la televisión estatal marroquí, en Casablanca. Los líderes religiosos, en la oración del viernes anterior a la votación, apoyaron un texto remitido por el ministerio de Asuntos Religiosos en el que se pidió expresamente el voto favorable, lo que fue muy criticado por el Movimiento 20 de Febrero y otras fuerzas opositoras.
El Consejo Electoral proclamó los resultados definitivos el 16 de julio. Según esos datos, el número de marroquíes con derecho a voto fue de 13.449.495 —entre 7 y 8 millones de adultos no figuran en el censo electoral, ya que la inscripción es voluntaria—. La participación alcanzó al 75,48%, la segunda más alta en la historia electoral del país, siendo aprobada la constitución con un apoyo superior al 97% de votos afirmativos.

## Contenido constitucional

### Principios fundamentales
La constitución reconoce a Marruecos como una monarquía constitucional, democrática, parlamentaria y social, fundada en la separación y equilibrio de los poderes. El sistema político toma como base la democracia, la participación de los ciudadanos en los asuntos públicos, la descentralización regional y la unidad del reino. La soberanía corresponde a la nación, que la ejerce de forma directa a través de referendums y de forma indirecta a través de sus representantes elegidos democráticamente en elecciones regulares mediante sufragio universal.
Se establece el Islam como la religión oficial del Estado, reconociendo la libertad de cultos. El idioma árabe y el amazigh son ambos idiomas oficiales del Estado, patrimonio de todos los marroquíes, creándose un órgano para su promoción, uso y cuidado. También se declaran protegidas otras expresiones culturales y lingüísticas. Se reconoce el imperio de la ley, a la que se someten todos los ciudadanos, autoridades y poderes en condiciones de igualdad; se reconocen los partidos políticos como vehículos de participación de los ciudadanos en la vida pública, cuyo funcionamiento habrá de ser democrático. No obstante, los partidos no pueden atentar contra el islam, la unidad nacional, los derechos ciudadanos, la diversidad cultural ni la libertad de culto, no pudiendo existir solo un partido político en el país. Se reconoce la existencia de sindicatos de trabajadores y organizaciones empresariales, que deben ser democráticos y tienen derecho a la negociación colectiva, así como el derecho de huelga.

### Derechos y libertades

#### Derechos de la oposición parlamentaria
La norma constitucional utiliza una forma no común ni habitual en el constitucionalismo, al separar determinados derechos colectivos como derechos de la oposición parlamentaria, y no estrictamente derechos ciudadanos. Así, se garantiza a la oposición parlamentaria la libertad de expresión, opinión y reunión; el derecho a concurrir a las elecciones en condiciones de igualdad; el derecho a acceder a los medios públicos de difusión según su representatividad y el derecho a una financiación pública. Por otro lado, se reconoce el derecho al asociacionismo libre de los ciudadanos, el derecho a presentar propuestas ante las cámaras legislativas y el derecho de petición.

#### Derechos y libertades individuales
En cuanto a los derechos individuales, se reconoce la igualdad de sexos, el derecho a la vida, a la seguridad, el derecho a la integridad física y moral, prohibiéndose la tortura y los tratos inhumanos o vejatorios, derecho a no ser detenido arbitrariamente, a la defensa, a no declarar, a la presunción de inocencia, a la asistencia jurídica y a un juicio justo, derecho a la inviolabilidad del domicilio, la libertad de opinión, pensamiento y expresión en todas sus formas, la libertad de creación y expresión artística, así como la libertad de comunicarse, derecho al acceso de la información pública, libertad de prensa sin censura previa, libertad de reunión, manifestación pacífica, asociación y afiliación sindical y política, derecho a elegir y ser elegido, libertad de empresa, derecho a la propiedad, derecho a una educación pública y derecho al matrimonio, reconociendo la igualdad de los niños con independencia de su estado civil.

### Poderes del Estado

#### El rey
El rey de Marruecos es el garante de la libertad de culto y del islam, y se le reconoce el título de Amīr al-Mu'minīn (Comendador de los creyentes), presidiendo el Consejo Supremo de los Ulemah (Sabios). Es el jefe del Estado, símbolo de la unidad y permanencia del mismo y su representante y es el jefe de las Fuerzas Armadas. Corresponde al rey nombrar al presidente del Gobierno, que lo será el elegido por el poder legislativo, y nombra a los ministros propuestos por el presidente. La presidencia del Consejo de Ministros corresponde al rey. El monarca puede disolver el una o ambas cámaras, previa consulta con el presidente del Tribunal Constitucional, informando al presidente del Gobierno, y puede someter cualquier tratado internacional al previo examen del Parlamento antes de firmarlo. También puede el rey pedir a cualquiera o a ambas cámaras del Parlamento una segunda lectura de una ley, en cuyo caso la resolución adoptada por el parlamento tras esta segunda lectura no podrá ser ya cuestionada. Corresponde al rey el derecho de gracia, así como declarar el estado de emergencia previa consulta cuando se interrumpa el normal funcionamiento de las instituciones constitucionales, al objeto de restablecer los poderes del Estado.

#### Poder legislativo
El Parlamento de Marruecos está compuesto de dos cámaras: la Cámara de Representantes y la Cámara de Consejeros. Al parlamento corresponde el poder legislativo y el control del gobierno.
La Cámara de Representantes es elegida por un período de cinco años por sufragio universal directo y a ella corresponde examinar la cuestión de confianza presentada por el presidente del Gobierno y la moción de censura que podrá instarse cuando la avale una quinta parte de la cámara, prosperando si la vota la mayoría absoluta, debiendo dimitir el presidente del Gobierno. La Cámara de Consejeros se elige por sufragio universal indirecto por un período de seis años, con un mínimo de 90 miembros y un máximo de 120. Tres quintas partes de los miembros son elegidos por las autoridades locales en proporción a su población. Las otras dos quintas partes son elegidas de dos formas: unos por colegios electorales regionales compuestos por representantes de organizaciones profesionales y empresariales; otros por un colegio electoral nacional compuesto por los representantes de los trabajadores. La Cámara de Consejeros puede cuestionar al ejecutivo a petición de una quinta parte de sus miembros aprobada por mayoría absoluta, si bien esta situación no lleva aparejada la obligación de dimitir para el presidente del Gobierno, pero sí la obligación de comparecer el presidente ante la cámara y que la cuestión sea debatida, aunque no votada. Para ambas cámaras, una ley orgánica determinará el número de miembros, su representación territorial, el régimen electoral y las causas de incompatibilidades. Ambas cámaras examinan y votan los proyectos y proposiciones de ley, siendo la Cámara de Consejeros de segunda lectura, de tal forma que si ambas cámaras no llegan a un acuerdo sobre un proyecto o proposición, será la Cámara de Representantes la que tome la última decisión.

#### Poder ejecutivo
Al gobierno corresponde el poder ejecutivo y la potestad reglamentaria, y está integrado por el presidente, los ministros y, en su caso, los secretarios de Estado. El presidente del Gobierno puede someterse a una cuestión de confianza ante la Cámara de Representantes, y si la pierde por mayoría absoluta, debe presentar la renuncia ante el rey.

#### Poder judicial
El poder judicial es independiente del resto de poderes y los jueces son inamovibles e independientes. La organización judicial y su funcionamiento se regula por ley orgánica. El máximo órgano de gobierno de los jueces es el Consejo Superior de la Magistratura que preside el rey y está formado por el presidente de la Corte Suprema, el procurador general del Reino, el presidente de la Sala Primera del Tribunal de Casación, el presidente del Consejo Nacional de Derechos Humanos, cinco destacados juristas nombrados directamente por el rey, cuatro jueces elegidos por ellos mismos entre los magistrados de las cortes de apelación y seis elegidos también por ellos mismos entre los magistrados de primera instancia, debiendo respetarse una proporción de mujeres entre los elegidos por los jueces en proporción al número de las mismas presentes en la carrera judicial.

### Otros órganos
El Tribunal Constitucional está compuesto por doce miembros que se eligen por un período de nueve años. De los 12 miembros, cinco los elige el rey directamente, uno lo elige el que ocupe el puesto de Secretario General del Consejo Superior de los Ulemas, tres son elegidos por la Cámara de Representantes y otros tres por la Cámara de Consejeros. Al Tribunal Constitucional le corresponden las atribuciones de control establecidas en la constitución y las leyes orgánicas, singularmente las que se refieren a todos los procesos electorales en los que velará porque se ajusten adecuadamente a los procedimientos establecidos. Conoce específicamente de los tratados internacionales antes de ser aprobados, los proyectos de leyes orgánicas, los reglamentos de las cámaras del Parlamento y las cuestiones de inconstitucionalidad planteadas durante la celebración de un procedimiento judicial cuando puedan afectar a los derechos y libertades fundamentales. La inconstitucionalidad manifestada por el Tribunal será inapelable.
El Tribunal de Cuentas, cuya organización y funcionamiento establecerá una ley orgánica, es el responsable de la protección de los principios y valores de la buena gobernanza y la transparencia económica, y examina las cuentas del Estado y de los organismos públicos. Existirán tribunales a nivel regional que fiscalizaran las cuentas públicas de las entidades regionales y de ámbito inferior.

### Organización territorial
La constitución reconoce como entidades territoriales que gozan de autonomía y capacidad financiera y reglamentaria, a las regiones, prefecturas, provincias y municipios, estableciendo que las autoridades de las regiones y municipios son elegidas por los ciudadanos mediante sufragio universal directo. Se reconoce la capacidad de las regiones y municipios para recibir competencias delegadas por el gobierno de la nación. Se establece un fondo regional de desarrollo y un fondo de cooperación interterritorial entre regiones que garantice la igualdad. Corresponde a una ley orgánica determinar el contenido de los derechos reconocidos en la constitución.

### Reforma constitucional
La reforma de la constitución requiere la celebración de un referéndum de carácter vinculante para su aprobación en todos los casos. La iniciativa para la reforma puede partir del rey directamente, del presidente del Gobierno, para lo que requiere la previa deliberación del consejo de ministros, o por la Cámara de Representantes o la de Consejeros, en cuyo caso ambas cámaras deben avalar la iniciativa por una mayoría de dos tercios de sus miembros. La constitución no es modificable en cuanto a la institución de la monarquía, el papel del islam ni el conjunto de derechos y libertades fundamentales.